# اشرف بن شرقی
اشرف بن شرقی (عربی: أشرف بن شرقي؛ زادهٔ ۲۴ سپتامبر ۱۹۹۴) بازیکن فوتبال اهل مراکش است که در پست وینگر و مهاجم برای باشگاه الریان بازی میکند.

## سابقه ملی
وی در که سابقه بازی در تیم ملی زیر ۲۰ و ۲۳ مراکش را داشت  برای لیگ ملت های آفریقا دعوت شد و اولین گل ملی خودش را در مقابل تیم ملی فوتبال موریتانی به ثمر رسوند 